# Alkanna orientalis
Alkanna orientalis är en strävbladig växtart. Alkanna orientalis ingår i släktet Alkanna och familjen strävbladiga växter.

## Underarter
Arten delas in i följande underarter:
- A. o. integrifolia
- A. o. orientalis
- A. o. leucantha

## Bildgalleri

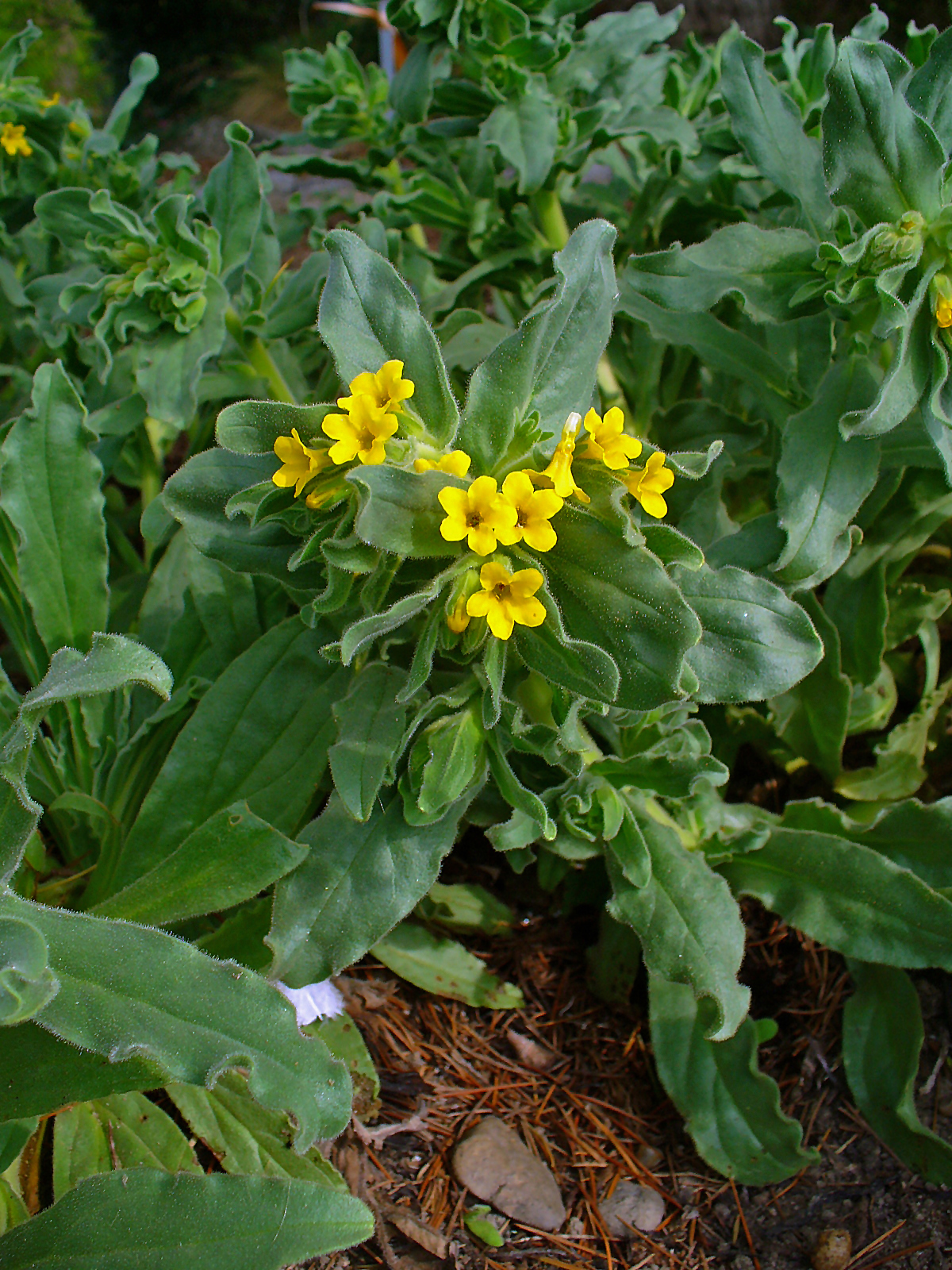
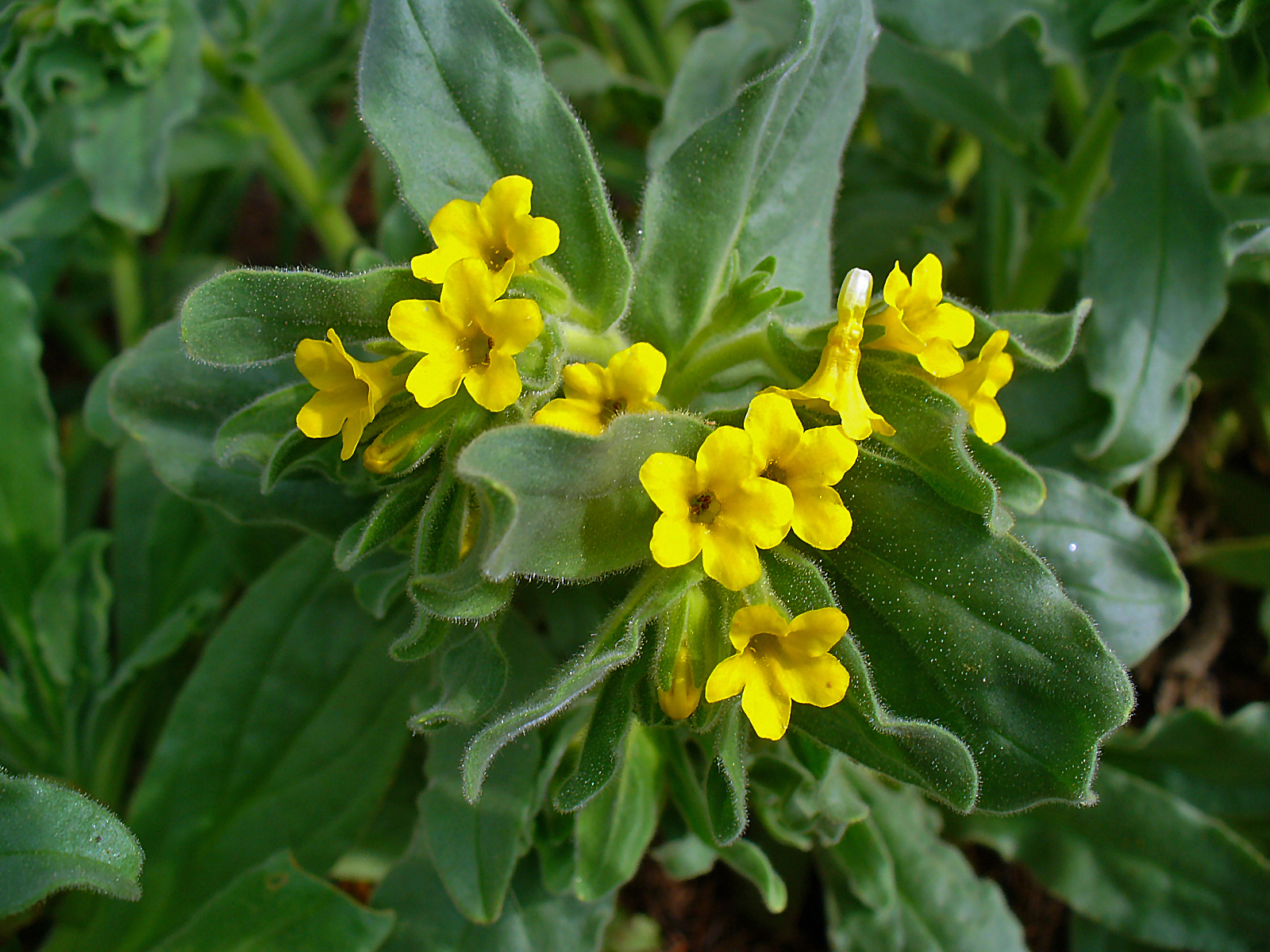
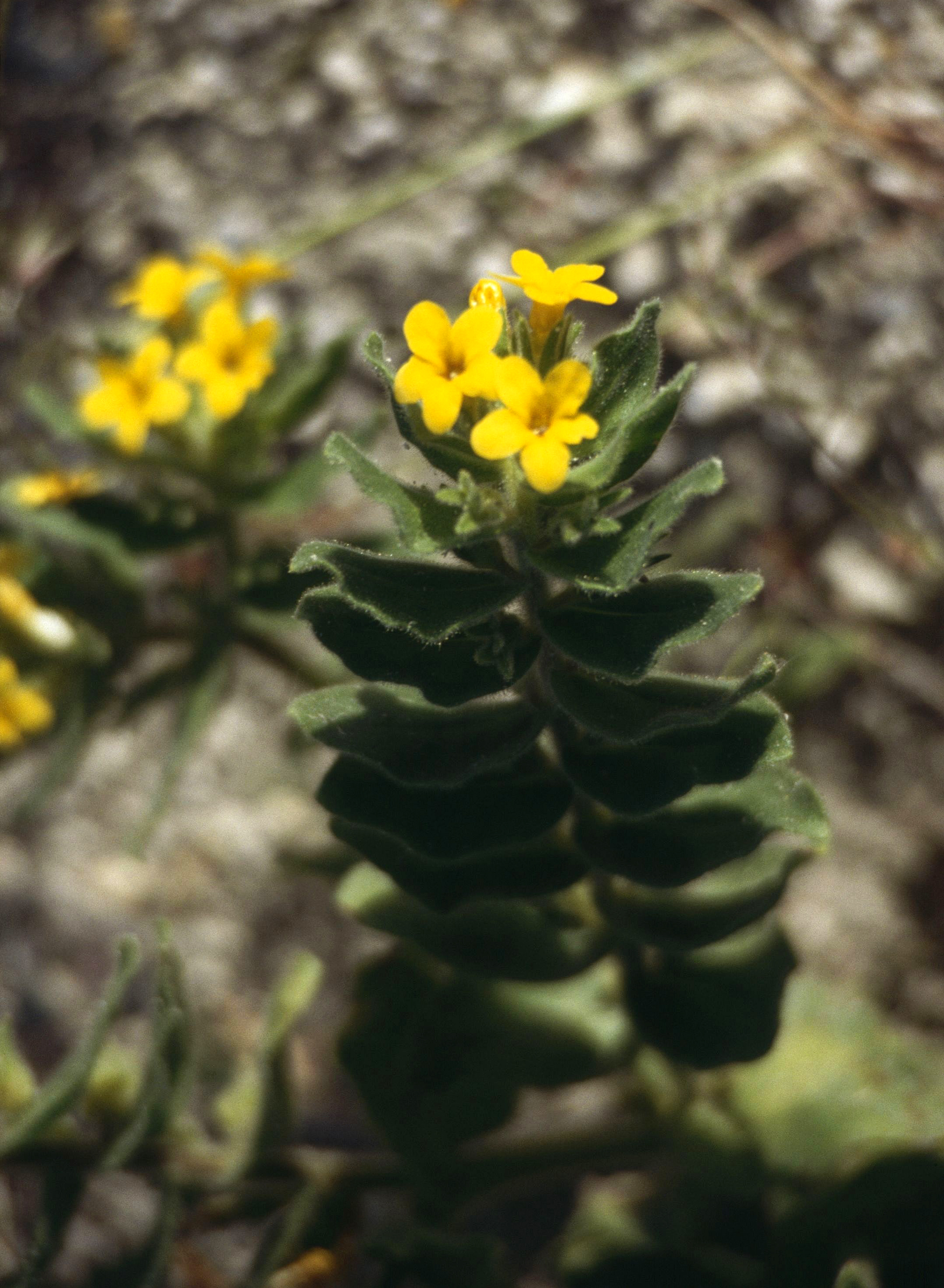
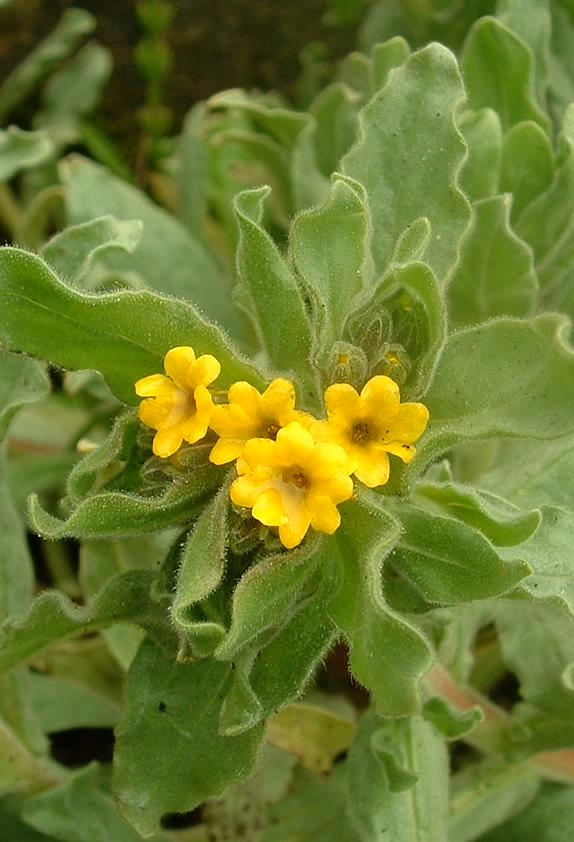